# Tapio Piipponen
Ville Juha Tapio Piipponen (* 21. Juni 1957 in Sotkamo) ist ein ehemaliger finnischer Biathlet. Er nahm zwischen 1981 und 1989 an allen Großereignissen auf höchster Ebene im Biathlonsport, darunter zwei Olympischen Winterspielen, teil.
Tapio Piipponen war für Sotkamon Jymy aktiv. Er war schon als Juniorensportler erfolgreich. Bei den Biathlon-Juniorenweltmeisterschaften 1977 in Lillehammer gewann er hinter Frank Ullrich die Silbermedaille im Einzel sowie Bronze im Staffelrennen. Ein Jahr später wiederholte er in Hochfilzen den Erfolg mit der Staffel und gewann zudem hinter Andreas Heß und Mathias Jung mit Bronze erneut eine Medaille im Einzel. Seine ersten internationale Meisterschaften bei den Männern bestritt er bei den Biathlon-Weltmeisterschaften 1981 in Lahti, wo er in den Einzelrennen zweimal die Top 15 erreichte. 1983 verpasste der Finne in Antholz mit Erkki Antila, Risto Punkka und Toivo Mäkykyro als Fünfter im Staffelrennen nur um zwei Plätze die Staffelränge. Gute Ergebnisse erreichte Piipponen auch bei den Olympischen Winterspielen 1984 in Sarajevo. Im Einzel wurde er 12., im Sprint 15. und mit Keijo Tiitola, Toivo Mäkykyro und Arto Jääskeläinen als Schlussläufer der finnischen Staffel Siebter. Seinen größten Erfolg erreichte er im Jahr darauf bei den Weltmeisterschaften in Ruhpolding, bei denen er hinter Juri Kaschkarow und Frank-Peter Roetsch im Einzel die Silbermedaille gewinnen konnte. Es war der letzte Gewinn einer finnischen Medaille bei einem Großereignis, bis 16 Jahre später Paavo Puurunen in derselben Disziplin in Pokljuka WM-Gold gewinnen konnte. Ein Jahr später verpasste er mit Juha Tella, Antero Lähde und Arto Jääskeläinen im Staffelrennen als Viertplatzierter knapp eine Medaille und erreichte mit den Rängen elf im Einzel und neun im Sprint weitere gute Ergebnisse. Auch 1987 in Lake Placid konnte Piipponen im Einzel als Sechstplatzierter die Top Ten erreichen. Gute Ergebnisse folgten auch bei den Olympischen Winterspielen 1988 in Calgary. Er wurde Achter im Einzel, Siebter im Sprint und verpasste nur mit der Staffel als 12. die Ränge der besten Zehn. Letztes internationales Großereignis wurden die Biathlon-Weltmeisterschaften 1989 in Feistritz, wo er als Elfter im Einzel nur knapp eine letzte Platzierung verpasste. Auch im Biathlon-Weltcup erreichte Piipponen regelmäßig die Punkteränge.

## Resultate bei internationalen Meisterschaften
| Veranstaltung          | Einzel | Sprint | Staffel | Team |
| ---------------------- | ------ | ------ | ------- | ---- |
| WM 1981 in Lahti       | 15     | 11     | 06      |      |
| WM 1982 in Minsk       |        | 23     |         |      |
| WM 1983 in Antholz     | 32     |        | 05      |      |
| OS 1984 in Sarajevo    | 12     | 15     | 07      |      |
| WM 1985 in Ruhpolding  | 03     | 17     | 07      |      |
| WM 1986 in Oslo        | 11     | 09     | 04      |      |
| WM 1987 in Lake Placid | 06     | 12     |         |      |
| OS 1988 in Calgary     | 08     | 07     | 12      |      |
| WM 1989 in Feistritz   | 11     | 21     |         | 05   |

## Weltcup-Platzierungen
Die Tabelle zeigt alle Platzierungen (je nach Austragungsjahr einschließlich Olympische Spiele und Weltmeisterschaften).
- 1.–3. Platz: Anzahl der Podiumsplatzierungen
- Top 10: Anzahl der Platzierungen unter den ersten zehn (einschließlich Podium)
- Punkteränge: Anzahl der Platzierungen innerhalb der Punkteränge (einschließlich Podium und Top 10)
- Starts: Anzahl gelaufener Rennen in der jeweiligen Disziplin
- Staffel: inklusive Mixed-Staffel

| Platzierung                                                              | Einzel | Sprint | Verfolgung | Massenstart | Team | Staffel | Gesamt |
| ------------------------------------------------------------------------ | ------ | ------ | ---------- | ----------- | ---- | ------- | ------ |
| 1. Platz                                                                 |        |        |            |             |      |         |        |
| 2. Platz                                                                 |        |        |            |             |      |         |        |
| 3. Platz                                                                 | 1      |        |            |             |      |         | 1      |
| Top 10                                                                   | 4      | 2      |            |             | 1    | 5       | 12     |
| Punkteränge                                                              | 8      | 10     |            |             | 1    | 6       | 25     |
| Starts                                                                   | 9      | 10     |            |             | 1    | 6       | 26     |
| Stand: Karriereende, einschließlich WM und Olympia, Daten nicht komplett |        |        |            |             |      |         |        |